# كايكي سيلفا روتشا
كايكي سيلفا روتشا (هانغل: 카이키 시우바 호샤) (بالبرتغالية: Caíque Silva Rocha‏) هو لاعب كرة قدم كوري جنوبي وبرازيلي في مركز الوسط، ولد في 10 يناير 1987 في سالفادور في البرازيل. لعب مع أتلتيكو باراناينسي وأولسان هيونداي ونادي أفاي لكرة القدم ونادي غواراني ونادي غوياس ونادي فاسكو دا غاما ونادي فيتوريا.

## وصلات خارجية
- كايكي سيلفا روتشا على موقع دوري كوريا الجنوبية (الإنجليزية)
- كايكي سيلفا روتشا على موقع قاعدة بيانات كرة القدم.إي يو (الإنجليزية)
- كايكي سيلفا روتشا على موقع Soccerway.com (الإنجليزية)